# Самміт Тауншип (округ Поттер, Пенсільванія)
Самміт Тауншип (англ. Summit Township) — селище (англ. township) в США, в окрузі Поттер штату Пенсільванія. Населення — 131 особа (2020).

## Демографія
Згідно з переписом 2010 року, у селищі мешкало 188 осіб у 72 домогосподарствах у складі 57 родин. Було 240 помешкань
Расовий склад населення:
| - 100,0 % — білих |

До двох чи більше рас належало 0,0 %. Частка іспаномовних становила 0,5 % від усіх жителів.
За віковим діапазоном населення розподілялося таким чином: 25,0 % — особи молодші 18 років, 51,1 % — особи у віці 18—64 років, 23,9 % — особи у віці 65 років та старші. Медіана віку мешканця становила 46,0 року. На 100 осіб жіночої статі у селищі припадало 106,6 чоловіків;  на 100 жінок у віці від 18 років та старших — 98,6 чоловіків також старших 18 років.
Середній дохід на одне домашнє господарство  становив 52 284 долари США (медіана — 45 625), а середній дохід на одну сім'ю — 55 177 доларів (медіана — 46 875). Медіана доходів становила 70 893 долари для чоловіків та 21 250 доларів для жінок. За межею бідності перебувало 11,7 % осіб, у тому числі 18,3 % дітей у віці до 18 років та 0,0 % осіб у віці 65 років та старших.
Цивільне працевлаштоване населення становило 91 особа. Основні галузі зайнятості: мистецтво, розваги та відпочинок — 11,0 %, транспорт — 9,9 %, публічна адміністрація — 9,9 %.